# Ryota Okada
Ryota Okada (岡田 亮太 Okada Ryota?), född 9 september 1988 i Tokyo prefektur, är en japansk fotbollsspelare.
Okada började sin karriär 2011 i Fukushima United FC.